# Carpinus hebestroma
Carpinus hebestroma là một loài thực vật có hoa trong họ Betulaceae. Loài này được Yamam. mô tả khoa học đầu tiên năm 1932.